# في بلاد أخرى
في بلاد أخرى (بالإنجليزية: In Another Country)‏ قصة قصيرة من تأليف الكاتب الأمريكي إرنست همنغواي. نُشِرت القصة في 1927 مُضمَّنة في مجموعة همنغواي القصصية «رجال بلا نساء». الشخصية الرئيسية في القصة هو عامل إسعاف في ميلان أثناء الحرب العالمية الأولى، ورغم أنَّ الشخصية الرئيسية غير مُسمَّاة في القصة، إلا أنَّ النُّقاد يفترضون أنها نيك آدامز، الشخصية المتكرِّرة في أعمال همنغواي التي بُنِيت على شخصيته الحقيقية.
في القصة يزور عامل الإسعاف المستشفى بصورة يومية ليداوي ركبته المصابة، وفي المستشفى تُستعمل «الآلات» لتسريع عملية الشفاء، ويستخدم الأطباء تقنيات حديثة مذهلة. يعطي الأطباء الجرحى صوراً لمصابين تمَّ شفائهم باستخدام الآلات لإقناعهم بفعاليتها، ولكن الجنود المتمرِّسين يبدون شكوكاً حول الأمر. يمشي الجندي الطبيب في شوارع المدينة، ومعه جماعة من الجنود الآخرين، أهل المدينة يبدون امتعاضهم علنا من الجنود، لكونهم ضباطاً، ويحبُّ الجنود قضاء الوقت في مقهى «كوفا»، حيث يجدون ملجأً من هذه المعاملة. لاحقاً يُقابل عامل الإسعاف رائداً صديق له في المستشفى، ويُخبره في غضب أنَّه لا يجب عليه أبداً أن يتزوَّج، ويكتشف عامل الإسعاف أن زوجة الرائد تُوفِّيت فجأةً. أُصِيب الرائد بإصابةٍ خطرة، حيث قُطِع جزء من يده بحجم يد طفل، ولكنَّ الحزن الذي أصابه جراء وفاة زوجته يبدو أكبر.